# Dosse
La Dosse è un fiume tedesco, affluente del fiume Havel. Esso è lungo 94 km.
Le sorgenti della Dosse si trovano al confine fra i Land del Meclemburgo-Pomerania Anteriore e del Brandeburgo, su un altipiano ai margini della zona del Prignitz, a circa tre chilometri dalla cittadina di Meyenburg. Nella zona sgorgano numerosi ruscelli, che dopo circa quattro chilometri sfociano nella Dosse. Da lì in avanti la Dosse fluisce verso sud attraverso Wittstock/Dosse e Wusterhausen/Dosse in direzione di Neustadt (Dosse), per poi deviare verso ovest. Circa cinque chilometri a nord del lago di Gülper, nel quale non confluisce, la Dosse sfocia presso Havelberg nella Havel.
Dal 1850 il fiume Dosse dall'omonima località in avanti, a circa 18 km dalla Havel, era navigabile per piccole imbarcazioni. La Dosse è, nel suo corso inferiore fino al ponte presso Rübehorst, ancor oggi navigabile. La superficie del suo bacino idrografico è di circa 1268 km².
Non lontano dalla zona delle sue sorgenti vi sono quelle della Elde e della Stepenitz.

## Comuni attraversati
- Wittstock/Dosse
- Wusterhausen/Dosse
- Neustadt (Dosse)

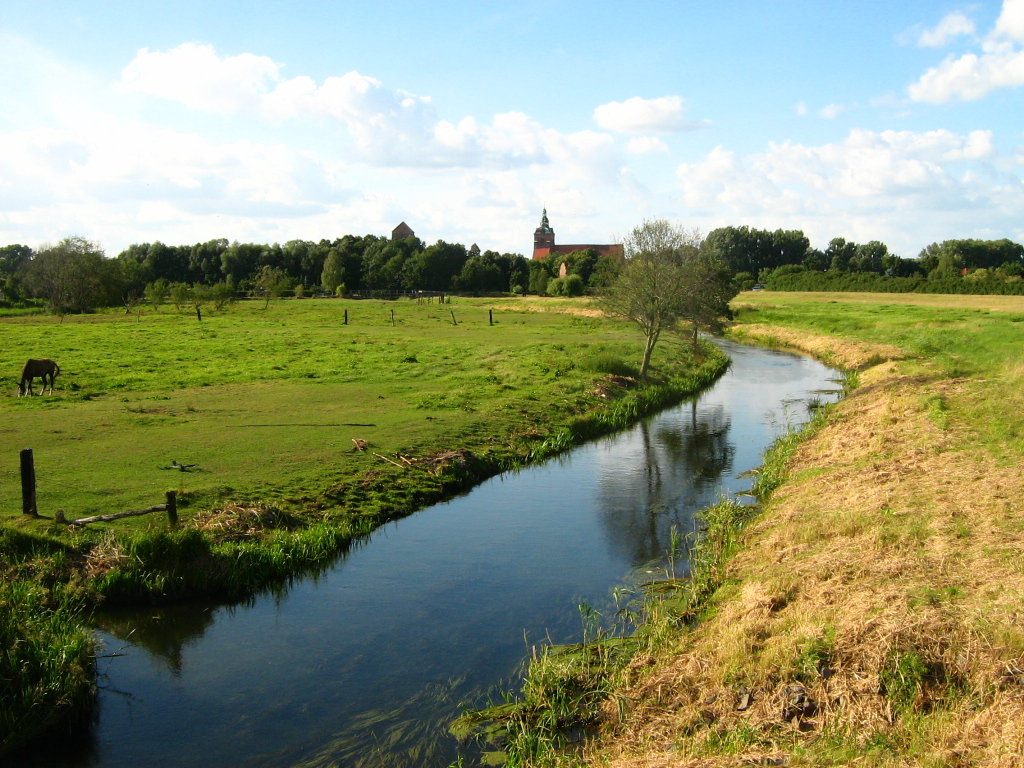
La Dosse presso Wittstock
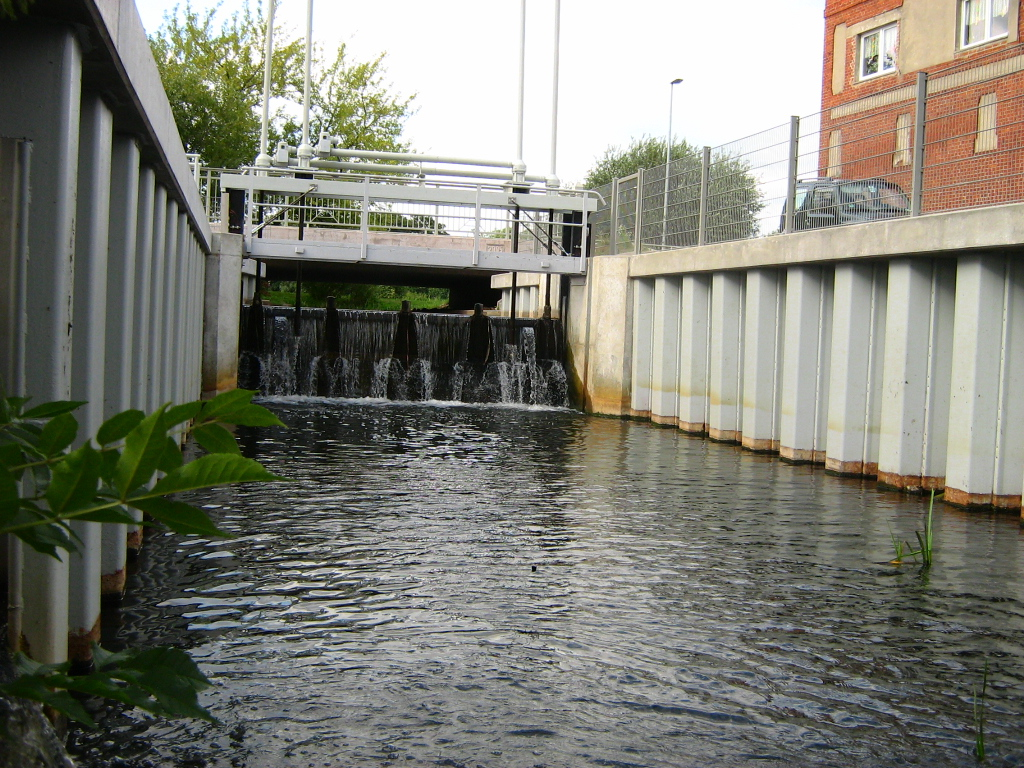
Chiusa sulla Dosse a Wittstock